# Erebus Montes
Die Erebus Montes sind eine Berggruppe im Diacria Gradfeld  auf dem Mars. Sie haben eine Länge von 785 km und der Name stammt von einem Albedo feature im Bereich von 26° N und 182° W auf dem Mars.

Der nördliche Teil der Erebus Montes

Am Rande der nordöstlichen Ausläufer der Erebus Montes liegen mehrere bevorzugte Zielgebiete für den Aufbau einer Marskolonie durch das Unternehmen SpaceX ab Mitte der 2020er Jahre.